# 法学院入学考试
法学院入学考试（简称），是1947年设立，由位于美国宾夕法尼亚州牛顿市的法学院招生委员会（Law School Admission Council, LSAC）举办的标准化测验。LSAT的分数范围是120-180分，考生的分数中位数在150分左右。LSAT考试由六部分构成，分别为五个单项选择部分和一个写作部分，旨在考查学生的逻辑分析能力。LSAT是美国和加拿大地区法律博士（J.D.）项目申请的重要参考指标。一些美加以外地区的法学院，例如墨尔本大学法学院和北京大学国际法学院也接受LSAT的成绩。普遍认为，LSAT成绩可以有效地预测考生在法学院是否能取得成功。
从2019年起，LSAT将逐步开始实施电子化考试。由于2019冠状病毒病疫情的影响，LSAC于2020年5月在全球范围内推出了完全线上的LSAT-Flex考试以取代原本的线下测验，使得考生可以在家中参加考试。与线下LSAT相比，LSAT-Flex仅包含三个单项选择部分和一个写作部分，每部分的题型保持不变，分数范围也维持120-180分。LSAC称，LSAT-Flex可以准确对应考生在线下LSAT中会取得的成绩。
LSAC在美国本土以外的地区也推出了一些本地化的版本。在波多黎各自由邦，LSAC推出了西班牙语版本的考试；西班牙语版LSAT的考试分数可以用于申请波多黎各境内三所受美国律师协会承认的法学院。LSAC在印度也与培生教育推出了与原版LSAT题型相近的LSAT India，这项考试被83所印度法学院用作为法学学士（LL.B.）和法学硕士（LL.M.）项目申请人的能力参考。

## 历史
LSAT的起源可以追溯至1945年。是年，哥伦比亚法学院招生办主任弗兰克·H·鲍斯（Frank H. Bowles）向美国大学理事会致函，称为了保证录取公平，应该建立一个统一考试来测验法学院申请人的能力。1947年，耶鲁大学、哈佛大学以及大学理事会在一场会议后决定联系全部开设法学院的大学，共同商讨如何规划标准化的法学院入学测验。同年，LSAC成立，各成员校开始设计LSAT考试的雏形。1948年，LSAT考试正式启用。当时，考试分为十个部分，需要一整天来完成。彼时，LSAT考试偏向于文本分析和阅读理解，而非今日的逻辑推理。
LSAT的题型在创立后经历了多次修改。在1949年，LSAT决定增加一个数据分析部分，但又于日后取消。1961年，写作部分加入LSAT，LSAT的形式开始向今日靠拢。现代LSAT考试的另外两个主要部分，即逻辑推理部分和分析推理部分，分别于1975和1982年加入LSAT。1991年开始，LSAT的构成变的与今日一致。
LSAT考试的计分也经过多次变化。1981年前，LSAC一直委托美国教育考试服务中心（ETS）进行出题，并采用满分800分的分制。1981年，LSAC解除了和ETS的合约开始自行出题，满分分值也变为了48分。1991年开始，LSAT开始采用今日的120-180分制。
进入互联网时代后，LSAC开始寻求向电子化迈进。2019年，LSAC宣布LSAT开始推行电子化考试。在维持线下考试（即考生需要亲赴考场）的同时，考生将用平板电脑作答。2019冠状病毒病疫情给LSAT的电子化进程提供了意想不到的助力；随着冠状病毒病在美国本土蔓延，2020年LSAC在全球范围内推出了完全线上的LSAT-Flex考试来避免大规模病毒传染。

## 考试构成
LSAT考试由六部分构成，分别为五个单项选择部分和一个写作部分。其中，单项选择包括两个逻辑推理部分（Logical Reasoning）、一个阅读理解部分（Reading Comprehension）、一个分析推理部分（Analytical Reasoning，又俗称逻辑游戏部分［］），以及一个不计入分数的实验部分。实验部分可能是逻辑推理、阅读理解或分析推理部分的任意一种，用意是测验考生们对LSAT新题的适应程度。
每个单项选择部分和写作部分占35分钟；写作部分不计入成绩。
LSAT的每一个部分都不要求学生掌握任何专业知识，而是更加注重学生的逻辑推理能力。

### 单项选择部分
单项选择部分的考试在考场完成。在美国和加拿大参加考试的考生在微软Surface Go平板电脑上进行考试，位于其他地区的考生则使用填涂式答题卡。所有单项选择问题都有五个备选项。

#### 逻辑推理
逻辑推理部分考查考生对逻辑论证的分析能力。该部分包括25-26个问题，每一个问题的题干是一个以对话或者句子呈现的论证。考生可能会被要求找出论证的错误，加强或者削弱一个论证，找出论证所依赖的假设，找出论证的论点等等。

#### 分析推理
分析推理部分考察考生根据给定的规则对一组元素之间的关系进行整理和分析的能力。其中，要求学生对一组元素进行排列或分组的问题最为常见。该部分包括四组问题，每组问题共用一个题干。每个问题组包含5-7个基于题干的问题
2019年10月，LSAC宣布将在未来改变分析推理部分的模式，使其对视障人士更加友好。

#### 阅读理解
阅读理解部分考察考生读懂介绍新知识的复杂文章的能力。该部分包含四个问题组，其中三个问题组的题干是一篇较长的文章，另外一个问题组的题干则是两篇较短但是相互关联的文章（例如对同一个社会事件的两篇意见相左的社评）。每个问题组包含5-8个基于文章的问题。考生可能被要求辨别文章的主旨，文章中特定段落或句子在作者的论证所起的作用，文章的结构，特定词语在文章中的意思等。一般来说，阅读文章的题材涉及艺术、社会科学、法律和自然科学四大类。

### 写作部分
写作部分考察学生进行完整论证的能力。写作部分的题干通常描述一个困境以及两个可能的解决方案。考生需选择其中一个方案，并对为什么该方案优于另一个方案进行论证。这类写作问题没有正确答案；只要给出的论证合理有力，考生可以任选一个解决方案。LSAT不会对学生的写作进行评分，而是会将作文直接送到考生欲申请的法学院。
自2019年起，写作部分和其他考试部分正式分离；学生可在考场参加单项选择部分的考试之后，在自己的电脑上下载LSAT官方的监考软件，并在电脑上完成写作部分的测验。

## 考试费用
LSAT的考试费用每次是200美元。因为考试的价格偏高，LSAC为经济极度困难的考生提供免费的两场单项选择考试以及一场写作考试。只有“无论如何也无法负担考试费用”的美国、加拿大或澳大利亚公民／永久居民、依据DACA法案居留美国的非法移民子女，以及难民可以申请免费考试。考生需要提交报税单以及申请表。

## 考试分数
LSAT的考试分数范围是120-180分。考生的分数取决于回答正确的问题数量，每正确回答一个问题，考生得一原始分（raw score），回答错误不扣分。考生的原始分将会根据对照表进行换算以得到考生的最终分数。在提供分数的同时，考生也会得知自己的百分位数，即自己的成绩高于百分之几的考生。以下列表是2007年6月考试的分数对照表的节选。假设一名考生正确地回答了92个问题，那么该生的分数根据对照表应为170分。同时，由列表可见，LSAT的分数计算由高到低越来越宽松；从180分扣至175分仅需要多错三题，而从165分扣至160分则需要多错八题；从155分扣至150分需要多错十题。
| LSAT分数 | 原始分/正确答案数量 | 百分位数 |
| -------- | ------------------- | -------- |
| 180      | 99                  | 99.9%    |
| 175      | 96                  | 99.6%    |
| 170      | 92                  | 97.6%    |
| 165      | 86                  | 91.7%    |
| 160      | 78                  | 80.4%    |
| 155      | 69                  | 63.5%    |
| 150      | 59                  | 44.6%    |

一般来说，学生可以在考试后三周左右以电子邮件的形式得知自己的分数。美国最优秀的法学院，例如被媒体广泛称作“前十四”（Top Fourteen）”的美国新闻与世界报道排名前十四位的法学院的录取生普遍拥有167分（百分位数94.7%）以上的LSAT成绩。下表是部分法学院2019年的录取生LSAT中位数：
| 2019年美新周刊排名 | 学校                     | 录取生LSAT中位数 |
| ------------------ | ------------------------ | ---------------- |
| 1                  | 耶鲁法学院               | 173              |
| 2                  | 斯坦福法学院             | 171              |
| 3                  | 哈佛法学院               | 173              |
| 4                  | 芝加哥大学法学院         | 171              |
| 5                  | 哥伦比亚法学院           | 172              |
| 6                  | 纽约大学法学院           | 170              |
| 7                  | 宾夕法尼亚大学法学院     | 170              |
| 8                  | 弗吉尼亚大学法学院       | 169              |
| 9                  | 密歇根大学法学院         | 169              |
| 10                 | 杜克大学法学院           | 169              |
| 10                 | 西北大学法学院           | 169              |
| 10                 | 加州大学伯克利分校法学院 | 168              |
| 13                 | 康奈尔法学院             | 167              |
| 14                 | 乔治城大学法律中心       | 167              |
| 15                 | 加州大学洛杉矶分校法学院 | 168              |
| 16                 | 德克萨斯大学法学院       | 167              |
| 17                 | 南加州大学古尔德法学院   | 166              |
| 18                 | 范德堡大学法学院         | 167              |
| 18                 | 圣路易斯华盛顿大学法学院 | 168              |
| 20                 | 明尼苏达大学法学院       | 164              |

### 分数汇报
与ACT 、GRE等考试不同，考生的所有LSAT分数都会被递送至欲申请的法学院；换言之，考生无法选择不递交任意一次成绩。然而，考生可以选择在参加完考试后六天内（得知分数前）取消自己的分数。考生一旦选择取消，这个决定将是不可逆的。同时，法学院也会得知考生取消分数的操作。
然而，参加2019年7月考试的考生可以在得知自己分数后取消自己的成绩，这是因为该次考试是第一次电子化的LSAT，具有一定的实验性质。

### 考试分数与本科专业的关系
2016年，LSAC发布了一份调查，对各本科专业考生的LSAT分数进行了统计。统计结果节选如下：
| 本科专业 | 考生人数 | LSAT平均分 |
| -------- | -------- | ---------- |
| 政治学   | 12406    | 153.8      |
| 心理学   | 3669     | 152.6      |
| 刑侦学   | 3657     | 145.9      |
| 历史学   | 3355     | 156.2      |
| 英语     | 3275     | 155.3      |
| 经济学   | 2696     | 158.9      |
| 哲学     | 2154     | 157.5      |
| 社会学   | 1972     | 150.7      |
| 传媒学   | 1821     | 151.2      |
| 工商管理 | 1506     | 150.0      |
| 金融学   | 1405     | 154.8      |
| 博雅教育 | 1166     | 151.8      |
| 国际关系 | 1101     | 157.7      |

## 时间与地点

### 考试时间
LSAT在美国、加拿大和加勒比国家每测验年（每年6月至次年6月）共安排九次考试（6、7、9、10、11、1、2、3、4月），在全球其他地区则安排四次（6、10、1、3月）。

### 考场分布
LSAT在全球设有考场。其中，在东亚地区，LSAT在北京（北京外国语大学）、上海（上海交通大学 、上海财经大学）、广州（广东外语外贸大学）、台北（台湾科技大学）、香港（考评局新蒲岗办事处）、东京（天普大学日本校区）以及首尔（韩国外国语大学）等地设有考场。

## 备考
LSAC推荐每位考生进行备考，并建议考生在考前至少应该在规定时间内练习一套包含写作的完整试卷。LSAC与可汗学院共同推出了免费、官方的LSAT备考课程。同时，LSAC在官网上也免费提供了2007年6月的官方考试。除此以外，LSAC官方也销售历年的真题以及官方备考指南供考生准备考试。
市场上也有经LSAC认证的第三方机构和一些个人提供LSAT的考试辅导服务。

## 为特殊考生的辅助
LSAT为有身心障碍和患病的考生提供免费的考试辅助。为获得这些辅助，考生需要向LSAC提交辅助申请，以及相关的医师证明。在其他标准化测验（包括SAT、ACT、GED、MCAT、GRE和GMAT）中获得辅助的考生也可用以前获得的辅助为依据，向LSAC申请同等或类似的考试辅助。为保证公平性以及避免歧视，LSAC不会向法学院告知考生是否获得了考试辅助。
LSAC可提供的考试辅助包括但不限于如下：
- 盲文试卷
- 大字体试卷
- 额外休息时间
- 额外答题时间
- 暂停考试并休息
- 配合轮椅高度的书桌
- 考试中饮食，饮水或服药
- 考试中检查血糖或注射胰岛素
- 单人考试间
- 试卷朗读员／答题卡填写员

## 考试次数
自2019年9月起，LSAC对每名考生可以参加的LSAT考试次数进行了限制。每名考生一年内最多测验三次，五年内最多五次，一生最多七次。在2019年9月前考生参加过的考试则不适用于本限制。然而，如果考生在任何一次考试中取得了180分的满分，则无论考生是否在2019年9月之前取得满分，该生必须在获得180分的五年之后才能重新参加LSAT考试。
由于2019冠状病毒病疫情的特殊性，2020年8月之前考生参加的LSAT-Flex考试不计入本限制。然而，2020年8月后的所有LSAT-Flex考试将会被记入上文所述的次数限制。

## 电子化
从2019年7月开始，在美国和加拿大举行的LSAT考试将停止使用填涂式答题卡，而是改在微软Surface Go平板电脑上进行考试。同时，LSAC也会为学生准备笔，草稿纸以及触摸笔。在变为电子化考试之后，LSAT的各部分题型和考试时间维持不变。LSAC也在官网提供了真实考试所使用的电子监考软件，以帮助学生适应新的考试形式。
电子化的LSAT考试支持以下功能：
- 触摸屏
- 可调节的字体和行距
- 放大
- 高对比度文字
- 反色
- 颜色滤镜（用以辅助色盲考生）
- 亮度和灰度调节

美国和加拿大以外的考场尚未开展电子化，仍沿用传统的填涂式答题卡。

### LSAT-Flex
受2019冠状病毒病疫情影响，LSAC推出了线上版的LSAT-Flex并取消了全球范围内的全部线下考试。已经报名LSAT的考生将会自动转为LSAT-Flex，如考生不愿接受转换，也可选择获得冲抵一次LSAT费用的电子代金券。在配有摄像头和麦克风的计算机上安装监考软件之后，考生将可以在家中进行LSAT-Flex考试。在考试期间，监考员将实施对考生的房间进行音视频监控，以杜绝作弊的出现。
LSAT-Flex与LSAT采用相同的120-180分制。然而，LSAC会通知法学院考生是在线上参加了LSAT-Flex而不是线下的LSAT。LSAC称，LSAT-Flex可以准确对应考生在线下LSAT中会取得的成绩。LSAT-Flex的成绩可用于全部接受线下LSAT的法学院的申请。LSAT-Flex与LSAT共享相同的题库，但LSAT-Flex只有三个单项选择部分（逻辑推理部分、分析推理部分、阅读理解部分各一个）且中间没有休息。LSAT-Flex的写作部分与LSAT完全相同。
目前，LSAC在2020年5、6、7、8、10和11月以及2021年1、2、4月提供LSAT-Flex。LSAC可能根据冠状病毒病疫情的进展继续提供更多的LSAT-Flex场次。LSAT-Flex与LSAT相同，费用为200美元。

## 衍生考试

### LSAT西班牙语版
LSAC在波多黎各自由邦提供西班牙语版本的LSAT。然而，LSAT西班牙语版只能用于申请波多黎各境内三所受美国律师协会认证的法学院。这三所学校分别是波多黎各大学法学院、波多黎各泛美大学法学院和波多黎各教宗天主教大学法学院。LSAT西班牙语版目前未开展电子化，考生使用填涂式答题卡作答。LSAT西班牙语版的分数范围是320–380分，这是为了用于与英语版本相区别。LSAT西班牙语版的费用与LSAT相同，为200美元。
除出题语言外，LSAT西班牙语版的题型和LSAT类似。然而，与LSAT不同的是，LSAT西班牙语版只有四个限时35分钟的单项选择部分（两个逻辑推理部分、一个分析推理部分和一个阅读理解部分），没有不计分的实验部分。同时，LSAT西班牙语版的写作部分是在考场当场手写作答，而不是考生在完成单项选择部分后自己在家中电脑上进行写作。LSAT西班牙语版每年提供一次考试。

### LSAT India
2008年开始LSAC与培生教育宣布推出LSAT India，以用做印度法学院的招生参考。LSAT India以英语进行考试。目前LSAT India被83所印度法学院用作其法学学士（LL.B.）和法学硕士（LL.M.）项目申请的组成部分。LSAT India目前未开展电子化，考生使用填涂式答题卡作答。LSAT India的分数范围是420-480分，费用是3800卢比（约合52美元）。
LSAT India的题型和LSAT类似。和LSAT西班牙语相同，LSAT India有四个限时35分钟的单项选择部分（两个逻辑推理部分、一个分析推理部分和一个阅读理解部分），没有不计分的实验部分。然而，LSAT India不包含写作部分。LSAT India每年提供一次考试。

## 来自GRE的挑战
自2017年开始哈佛法学院宣布允许法律博士项目的申请人提交GRE普通考试（英語：GRE General Test）分数的决定开始，越来越多的法学院开始允许申请人提交GRE普通考试来替代LSAT的成绩。与仅能用作法学院申请的LSAT不同，GRE可以用于申请大部分学术类研究生项目。
针对允许考生提交GRE的决定，时任哈佛法学院招生和规划副主任杰西卡·索班（Jessica Soban）指出，这一新政策将为国际学生，已经接受过研究生教育的学生，在外国留学的美国学生和经济困难的学生提供便利。全国法学家杂志（英語：the National Jurist）认为，允许提交GRE的政策对于不是百分之百确定是否想要学习法律的学生提供了很大的方便，而且对于想攻读法律和其它学科的双重学位的学生来说亦有便利，在该系统下他们只用参加GRE考试便可同时申请两个学位。

## 对LSAT的批评
布朗大学政治评论杂志称，LSAT对形式逻辑的重视为很多贫困学生创造了障碍；作为学生步入法学院的唯一通道，LSAT百分之五十的题目都要求学生熟练运用形式逻辑，然而形式逻辑并不是绝大多数大学专业所涵盖的内容，学生亦需要付出更多的时间乃至金钱来学习这一科目。杂志认为，LSAT作为法学院入学的唯一测量指标，必须通过改革来允许更多低收入家庭的学生步入法学院学习，从而使司法界更好的代表和保护低收入人群的利益。大西洋杂志亦称，LSAT的分析推理部分对经济困难的学生是一种隐形的不公；学生为了练习分析推理问题必须付出额外的时间甚至付费参加培训，而这些对于家境贫困的学生来说是奢侈的。
印第安纳大学摩利尔法学院教授比尔·亨德森（Bill Henderson）认为，法学院为维持其美国新闻与世界报道的排名过分关注LSAT分数。这种过分的关注会使法学院错过非常多德才兼备但LSAT分数不突出的学生。为此，亨德森支持部分法学院允许学生提交GRE以替代LSAT的决定。
2019年10月，LSAC（ 法学院招生委员会 ）被视障人士安杰洛·宾诺（Angelo Binno）起诉，理由是LSAT的分析推理部分必须依靠图表来答题，而这对视障人士是极为困难的。LSAC与宾诺达成了庭外和解，并承诺会改变分析推理部分现有的模式，使之对视障人士更加友好。